# Ольховчик (Шахтёрск)
Ольхо́вчик - шахтёрский посёлок, составная часть города Шахтёрск Донецкой области.

## История

### 1784 - 1917
Поселение было основано в 1784 году возле реки Ольховчик войсковым старшиной Васильевым и в 1786 году - включено в территорию Области Войска Донского Российской империи. Находилось рядом со слободой Алексеево-Орловка, возле почтового тракта. 
В 1801 году здесь насчитывалось 30 дворов и 232 человека.
8 марта 1864 года правительство страны приняло «Положение о горном промысле в землях Войска Донского», и уже в следующем 1865 году в окрестностях поселения начали добывать уголь первые две шахты (давшие за 1865 год по 1500 пудов угля каждая). 
В 1868 году здесь насчитывалось 175 дворов и 1163 человек, занимавшихся земледелием.
В 1886 году в Ольховчике открыли церковно-приходскую школу (в которой единовременно обучали грамоте 15-20 детей). На рубеже XIX - XX вв. в Ольховчике была открыта трехклассная земская школа (в которой единовременно обучали 30-50 детей).
В начале XX века московский купец А. И. Катык начал строительство новой шахты неподалёку от селения (в дальнейшем при ней возник посёлок Катык).
После начала первой мировой войны в 1914 году часть мужчин была призвана в действующую армию, площади обрабатываемых земель сократились, а урожайность снизилась. Рост цен осложнил положение жителей. В 1915 году в селении насчитывалось 450 дворов и 3589 жителей.
11 (24) ноября 1917 года Совет рабочих и солдатских депутатов Чистяковского горного района (в состав которого тогда входил Ольховчик) объявил о поддержке Советской власти и её декретов, 23 декабря 1917 года на общем собрании жителей и работников шахт было провозглашено установление Советской власти, но в дальнейшем, местность оказалась в зоне боевых действий гражданской войны.

### 1918 - 1953
В 1920 году началось восстановление посёлка и шахт (которые были сначала включены в состав Чистяковского рудоуправления, но в 1922 году - выделены в Давидовское кустовое рудоуправление). 
В конце 1921 году в Ольховчике было создано коллективное хозяйство (сельхозартель "Звезда"), получившее технику и сельхозинструмент, а к 1925 году купившее трактор "Фордзон" и молотилку. В первом квартале 1923 года в Ольховчике насчитывалось 574 дворов и 2597 человек, в 1926 году — 3 219 человек.
В ходе индустриализации 1930-х годов шахты были реконструированы и оснащены новым оборудованием. В 1939 году года посёлок Ольховчик получил статус посёлка городского типа. 
После начала Великой Отечественной войны в связи с приближением к посёлку линии фронта здесь началась эвакуация оборудования шахт и предприятий. Бои на подступах к посёлку продолжались около двух недель, и лишь 28 октября 1941 года посёлок был оккупирован немецкими войсками. В дальнейшем, гитлеровцы предпринимали усилия, чтобы организовать здесь добычу угля, арестовывали и убивали мирных жителей (шахты № 30—31, 2—2-бис и № 12 были превращены в концентрационные лагеря, и только на территории концлагеря в шахте № 30—31 они убили 180 человек). 
3 сентября 1943 года части 5-й ударной армии РККА освободили Ольховчик. Вслед за этим началось восстановление разрушенного посёлка (отступавшие немецкие войска разрушили здесь шахты, копры, вентиляционные установки, водопровод, большинство общественных и жилых зданий). Так как обеспечивавшая шахты электроэнергией Зуевская ГРЭС тоже была разрушена гитлеровцами, на шахтах № 12 и № 30—31 отремонтировали генераторы и создали небольшие местные электростанции, обеспечивавшие работу оборудования. Для откачки воды из затопленных шахт использовали барабаны на конной тяге. 
В результате, уже в 1943 году были восстановлены и возобновили работу шахты "Анна", "Виктория" и "Контарная № 2", в следующем году - "Давидовка - 1", а в 1945 году - шахта № 2-2-бис, железнодорожная станция и железная дорога к линии Иловайск - Дебальцево.
Также, ещё до конца войны в Ольховчике была восстановлена неполная средняя школа.
В соответствии с четвёртым пятилетним планом восстановления и развития народного хозяйства СССР в 1948 - 1950 гг. были реконструированы и оснащены новым оборудованием угольные шахты.
В начале 1948 года население Ольховчика составляло 7324 человек.
В 1949 году в Ольховчике был открыт клуб.
20 августа 1953 года посёлки городского типа Катык и Ольховчик, посёлки Постниково, Северное, Шевченково, а также посёлки при шахтах объединили в город районного подчинения Шахтёрск, а Катыковский район был переименован в Шахтёрский район.